# Инкрустация
Инкруста́ция (позднелат. incrustatio, дословно — «покрытие корой, облицовка») — техника декорирования какой-либо поверхности сочетанием материалов, различающихся по цвету, фактуре, текстуре. Инкрустация — обобщающий термин. Техника декоративного набора из разноцветных кусочков камня, мрамора, стекла (смальты) способом наклеивания, прикрепления к основе называется мозаикой. Технику набора из деревянного шпона (тонкой, однослойной фанеры) способом наклейки на деревянную основу именуют маркетрѝ (фр. marquéterie — испещрённый знаками, метками). Такую технику используют в случаях оклейки основы из более дешёвого, но прочного материала, дорогими породами: чёрным (эбеновым) или красным деревом, ясенем, карельской берёзой. Но в случаях декорирования криволинейных, изогнутых поверхностей, например, в углах мебели, целесообразнее использовать интарсию (врезание одного материала в толщу другого). В некоторых случаях различают термины «инкрустация» (когда сочетаются физически различные материалы) и мозаичный, в частности, деревянный, набор («наборное дерево», в случаях соединения однородных материалов).
Инкрустация (в широком значении термина) — древнейшая техника. Обычай облицовки глинобитных строений глазурованными керамическими плитками известен в древней Месопотамии и Древнем Египте. В истории искусства известны древнегреческие, неплохо сохранившиеся по причине своей прочности, мозаичные полы из морской гальки. В Древнем Риме здания, построенные из кирпича и бетона, подлежали облицовке снаружи и внутри плитами разноцветного мрамора. Этот приём стал одной из основных особенностей, отличающих древнеримскую архитектуру от древнегреческой. Известные слова Светония о том, что «Август принял Рим кирпичным, а оставил мраморным», следует понимать именно в этом смысле. В жилых зданиях древних Помпей полы и частично стены облицовывали мозаикой из разноцветной морской гальки и кусочков мрамора, росписью также имитировали облицовку мраморными плитами.
Мозаика из цветной смальты стала открытием византийского искусства. Более сложные разновидности, например сочетания кирпичной кладки с поливной керамикой или глазурованными кирпичами, называют керамопластикой, или «полихромным стилем». Инкрустация традиционна для архитектуры Венеции, арабо-мусульманского и испано-мавританского искусства. В ренессансной Италии получили распространение искусство облицовки фасадов зданий мелкими кусочками разноцветного мрамора (флорентийский «инкрустационный стиль») и техника деревянного набора — маркетри. Даже в монументальных росписях художники часто имитировали разноцветную мраморную облицовку стен. Искусство деревянного набора характерно для русской мебели и создания наборных полов в дворцовых помещениях (паркетри).
В декоративно-прикладном искусстве для инкрустации используют мрамор, керамику, дерево, перламутр и поделочные и драгоценные камни. Флорентийская мозаика (итал. pietra dura — твёрдый камень) используется для декорирования мебели. Она выполняется из пластинок разноцветных камней — яшмы, малахита, родонита, лазурита. В технике римской мозаики декорируют изделия (наиболее знамениты столешницы в собрании Эрмитажа в Санкт-Петербурге) мелкими кусочками цветного камня и смальты. Мельчайшие кубики (тессеры) позволяли достигать точности изображения при воспроизведении живописных картин, что особенно ценилось в XIX веке. Второе название получило распространение по причине особой популярности продукции римских мозаичных мастерских.
Знаменитыми мастерами интарсии в искусстве мебели были Андре-Шарль, Буль, Шарль Крессан, Пьетро Пиффетти, Дженнаро Сарао и многие другие.